# Thaumastocoris
Thaumastocoris is een geslacht van wantsen uit de familie van de Thaumastocoridae. Het geslacht werd voor het eerst wetenschappelijk beschreven door George Willis Kirkaldy in 1908.

## Soorten
Het genus bevat de volgende soorten:

- Thaumastocoris australicus Kirkaldy, 1908
- Thaumastocoris busso Noack, Cassis & Rose, 2011
- Thaumastocoris freomooreae Noack, Cassis & Rose, 2011
- Thaumastocoris hackeri Drake & Slater, 1957
- Thaumastocoris kalaako Noack, Cassis & Rose, 2011
- Thaumastocoris macqueeni Rose, 1965
- Thaumastocoris majeri Noack, Cassis & Rose, 2011
- Thaumastocoris nadeli Noack, Cassis & Rose, 2011
- Thaumastocoris ohallorani Noack, Cassis & Rose, 2011
- Thaumastocoris peregrinus D.L.Carpintero & Dellapé, 2006
- Thaumastocoris petilus Drake & Slater, 1957
- Thaumastocoris petitus Drake & Slater, 1957
- Thaumastocoris roy Noack, Cassis & Rose, 2011
- Thaumastocoris safordi Noack, Cassis & Rose, 2011
- Thaumastocoris slateri Noack, Cassis & Rose, 2011